# Schistomeringos mediofurca
Schistomeringos mediofurca är en ringmaskart som beskrevs av Jumars 1974. Schistomeringos mediofurca ingår i släktet Schistomeringos och familjen Dorvilleidae. Inga underarter finns listade i Catalogue of Life.